# Rio Alazeia
O rio Alazeia (russo:  Алазея) é um rio localizado na Sibéria asiática, que desemboca no mar da Sibéria Oriental. Tem um comprimento de 1 590 quilômetros e banha uma área de 64 700 km².
Administrativamente, o rio Alazeia atravessa a Iacútia (República de Sakha) dentro da Federação da Ríssia.